# Mitsuo Watanabe
Mitsuo Watanabe (født 4. juni 1953) er en japansk fodboldspiller.

## Japans fodboldlandshold
| Japans landshold | Japans landshold | Japans landshold |
| År               | Kmp              | Mål              |
| ---------------- | ---------------- | ---------------- |
| 1974             | 7                | 1                |
| 1975             | 12               | 3                |
| 1976             | 3                | 0                |
| 1977             | 0                | 0                |
| 1978             | 0                | 0                |
| 1979             | 6                | 0                |
| Total            | 28               | 4                |